# Frimley Green
Frimley Green – wieś w Anglii, w hrabstwie Surrey, w dystrykcie Surrey Heath. Leży 48 km na południowy zachód od centrum Londynu. W 2001 miejscowość liczyła 5639 mieszkańców. Co roku odbywają się tu Mistrzostwa Świata w rzutkach federacji BDO.